# Malta (Illinois)
Malta – wieś w Stanach Zjednoczonych, w stanie Illinois, w hrabstwie DeKalb.